# 関中央病院
医療法人香徳会関中央病院（いりょうほうじんこうとくかいせきちゅうおうびょういん）は、岐阜県関市にある医療機関。1884年に開設された皇々堂医院を前身にもつ、医療法人香徳会が運営する病院である。関連施設として介護老人保健施設の「太陽苑」と訪問介護などを手がける「関中央病院居宅介護支援事業所」・「旭ヶ丘訪問看護ステーション」などを併設している。

## 概要
- 診療科12を有する関市を代表する病院の一つである。
- 1996年に西尾病院の後継として現在地に開設された。
- NSTなど医師や薬剤師など複数の職種で協力して症例に対処する、チーム医療の充実を図っている。
- MRIやマンモグラフィーなどの高度医療機器を備えている。
- 救急指定病院として岐阜県知事により告示されている。

## 沿革
- 1884年（明治17年） 前身となる皇々堂医院が開設される。
- 1914年（大正3年） 西尾内科院に改称。関市美和町に新築・移転される。
- 1953年（昭和28年） 西尾病院に改称、同地に新築される。
- 1954年（昭和29年） 医療法人星光会が設立され、同医療法人運営の病院となる。
- 1991年（平成3年） 医療法人香徳会に医業譲渡される。
- 1996年（平成8年） 西尾病院が閉院され、関中央病院が現在地にて開院する。

## 診察科
- 内科
- 消化器科
- 呼吸器科
- 循環器科
- 外科
- 脳神経外科

- 肛門科
- 整形外科
- 放射線科
- 婦人科
- リハビリテーション科
- 精神科

## 主な専門治療
- 禁煙外来
- 睡眠時呼吸障害外来

## 交通機関
- 関市内巡回バス 「関中央病院前」バス停下車